# مردوال
مردوال (به انگلیسی: Mardwal) یک روستا در پاکستان است که در پنجاب واقع شده‌است.